# 진주 응석사 목조석가여래삼불좌상
진주 응석사 목조석가여래삼불좌상(晉州 凝石寺 木造釋迦如來三佛坐像)은 대한민국 경상남도 진주시, 응석사에 있는 불상이다.
2010년 12월 21일 대한민국의 보물 제1687호로 지정되었다. 응석사 대웅전에 석가여래를 주불로 좌우에 약사여래와 아미타여래로 구성된 삼세불상 좌상으로 봉안되어 있다.

## 제작 시기
불상조성기에 따르면 응석사가 화재로 폐허가 된 후 경천(敬天), 극수(克修), 일휘(日輝) 등이 발원하여 법당, 승당, 요사 등을 짓고 1643년(崇禎 14년)에 삼존을 모셨다고 한다. 불상 조성에는 청헌(淸憲)과 법현(法玄), 원택(元澤) 등의 조각승이 참여하였다.

## 세부 모습
삼세불상 중 석가여래는 약사여래와 아미타여래보다 약간 크게 제작하여 삼불의 주불로서 존재감있게 표현하였다. 삼세불상의 비례는 신체에 비해 頭部가 큰 편이다. 얼굴은 방형에, 머리는 육계를 구별이 없이 낮고 둥글게 하고, 정상계주와 중간계주를 표현하였다. 상호는 살짝 반으로 감은 두 눈에 코등이 반듯한 코, 끝이 살짝 올라간 입술 등이 조화를 이루어 단정한 인상을 풍긴다. 어깨는 넓은 편이나 신체의 흐름이 팔로 좁게 연결되면서 상체가 왜소하게 보인다. 상체에 비해 앉은 자세는 무릎이 높고 넓어 전체적으로 안정감 있게 보인다. 이처럼 세 불상은 기본적으로 상호 와 신체 비례 등이 같으며 존상에 따라 수인과 옷주름에 세부적인 차이가 난다. 석가여래는 오른 손을 무릎 아래로 내려뜨린 항마촉지인을 결하고 있으며, 착의법은 왼쪽어깨를 덮은 변형편단우견 에 드러낸 가슴 아래를 가로지르는 내의를 주름지게 표현하였다. 사선과 직선으로 떨어지는 옷주름은 간략하면서도 두께감 없이 편평하며, 옷자락의 끝단은 형식적인 곡선으로 마무리하였다. 약사야래와 아미타여래는 한쪽 손을 가슴 부분까지 올리고 다른 손은 무릎위에 올려 엄지와 중지를 둥글게 맞대었으며, 손의 위치는 서로 반대이다. 착의법은 이중의 대의를 걸쳐 입고 가슴 아래 수평으로 가로지르는 내의는 석가여래와 다르게 단순하게 처리하였다.

## 평가
불상 조성을 주도한 청헌은 17세기 전반에 활동한 화승으로, 1626년 충북 보은 법주사 소조비로자나삼불좌상(보물 제1360호), 1636년 전남 구례화엄사목조비로자나삼신불좌상(보물 제1548호), 1639년 하동 쌍계사 목조석가여래삼불좌상 및 사보살입상(보물 제1378호), 전남 고흥 능가사 대웅전 목조석가불좌상, 1641년 전북 완주 송광사 소조석가여래삼불좌상(보물 제1274호) 등 조선후기 중요 불상으로 손꼽히는 다수의 불상을 제작하였다.
1643년에 제작된 이 불상은 청헌의 말년에 조성된 상으로서 조형성이 우수할 뿐만 아니라 조선후기 조각승 청헌의 불상 양식의 흐름을 알 수 있는 중요한 불상으로 여겨지므로 국가문화재로 지정하여 보존하고 연구할 만한 가치가 충분하다고 평가되었다.

## 갤러리

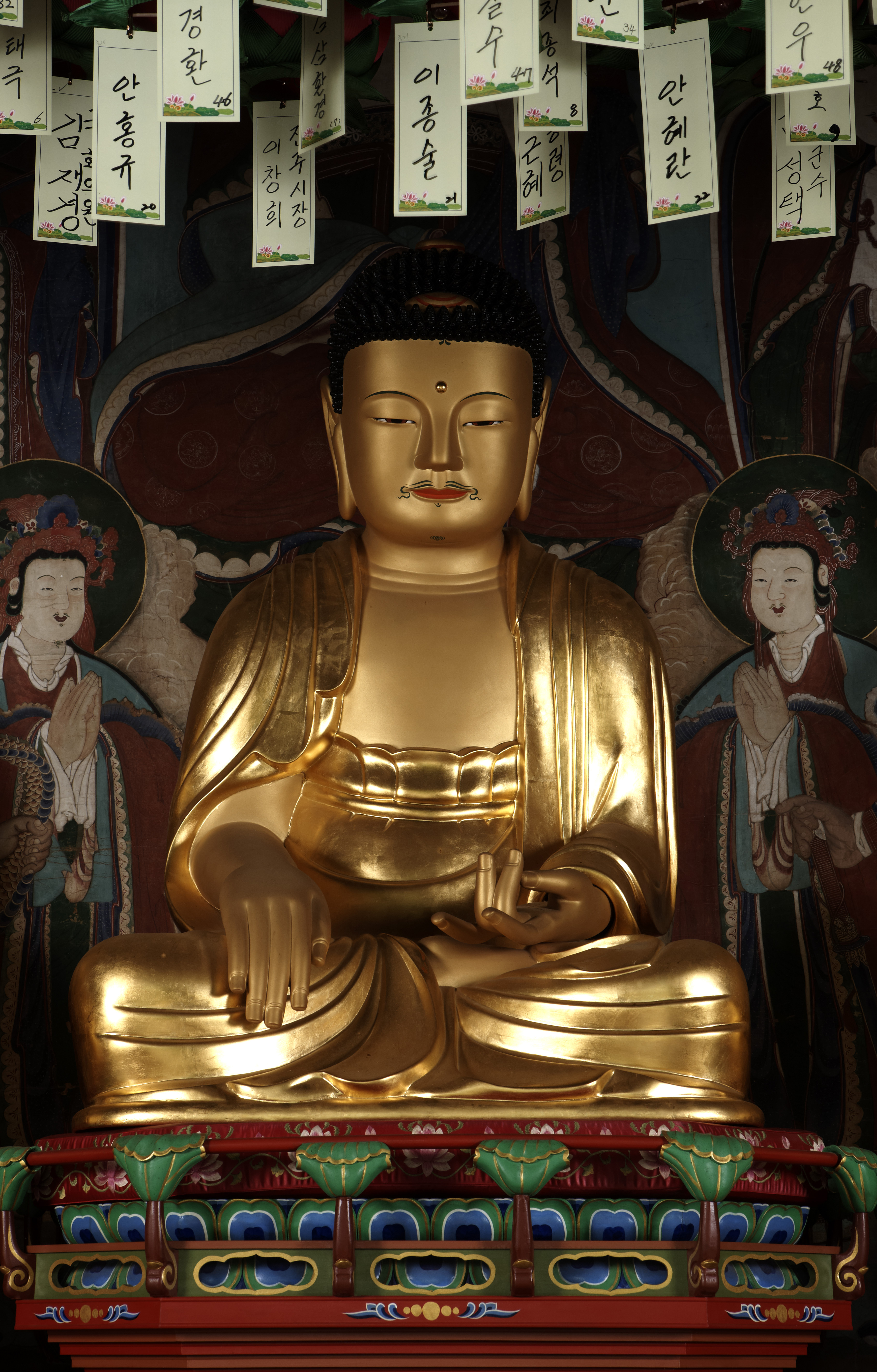
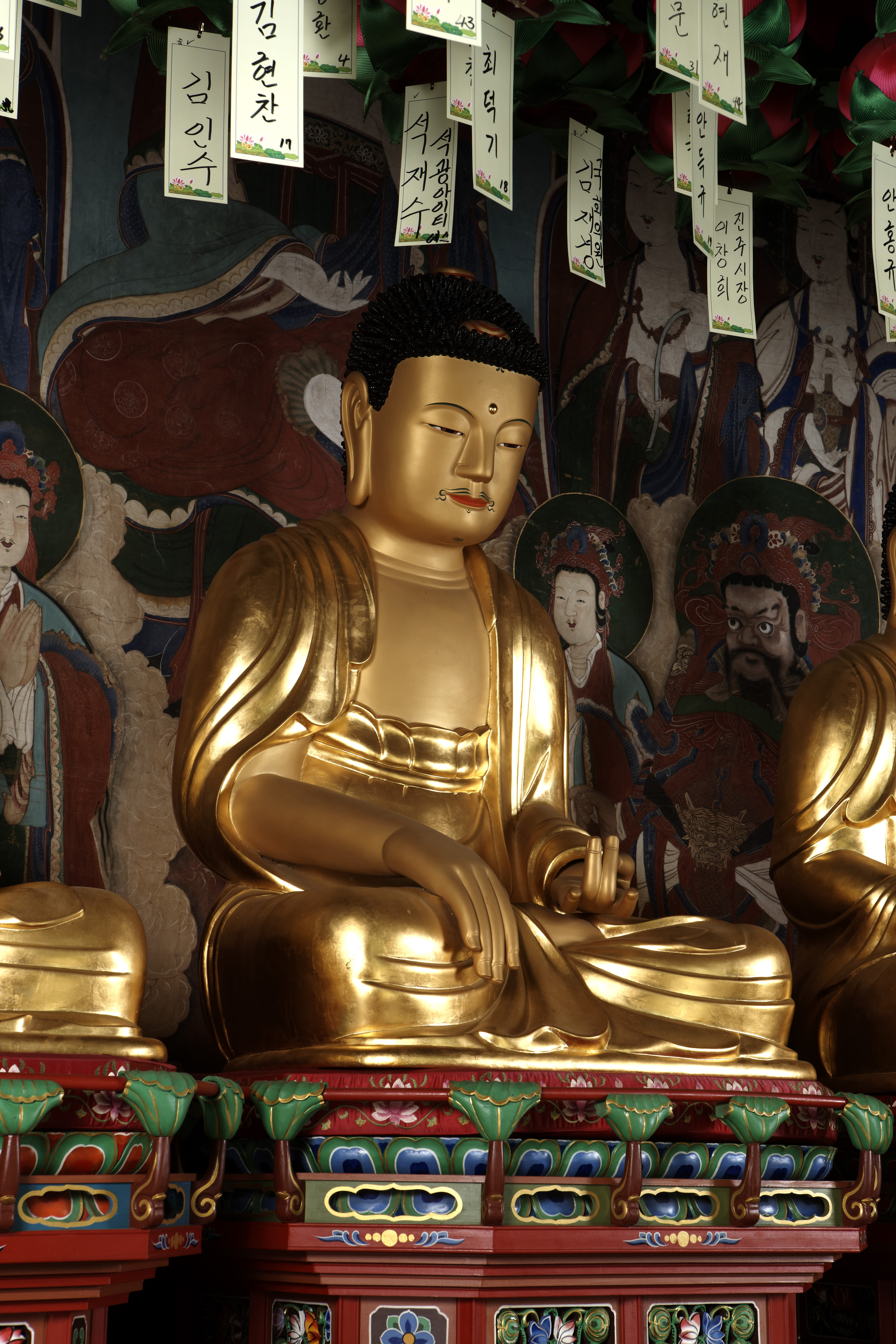
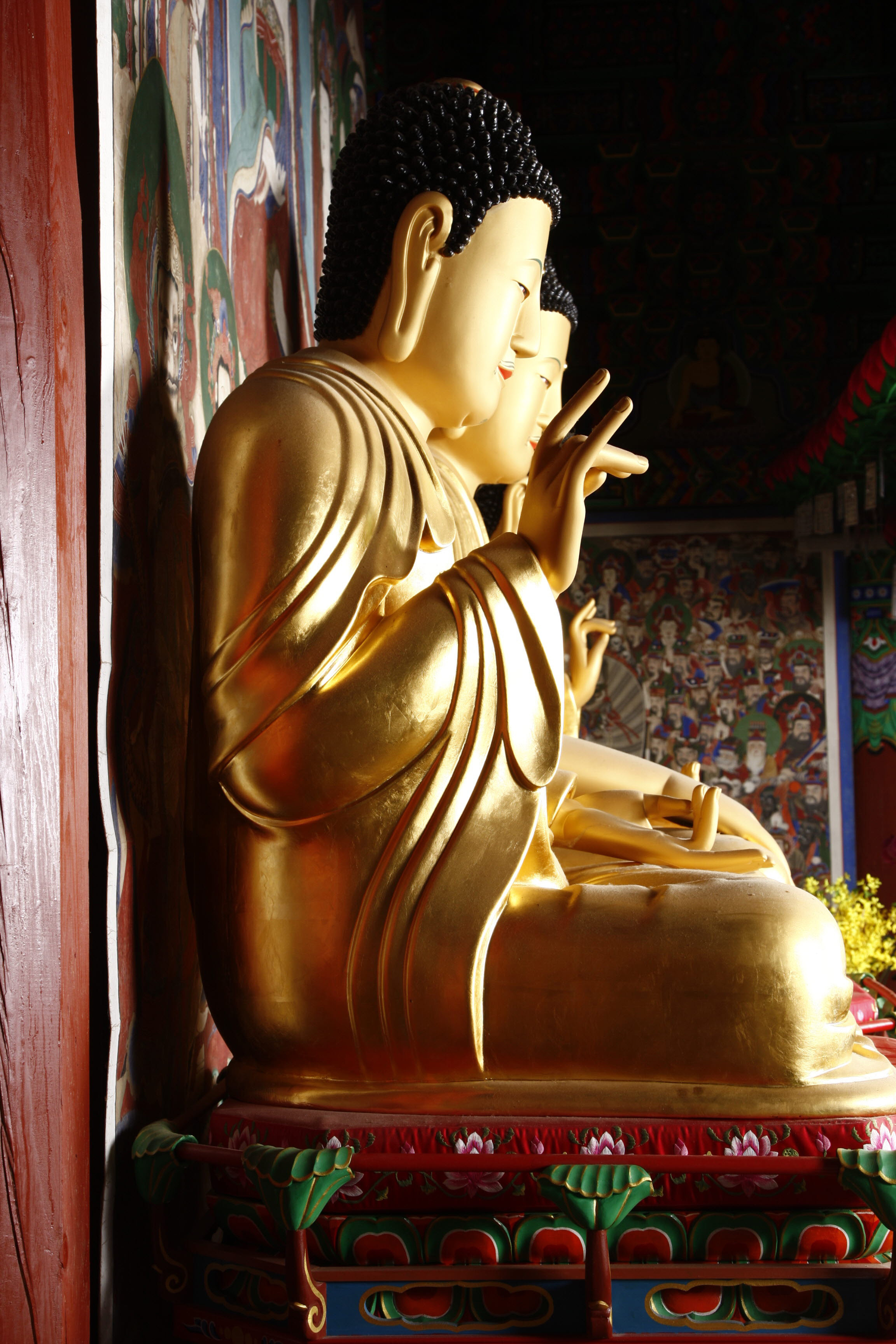

## 같이 보기
- 응석사대웅전 - 경상남도 유형문화재 제141호

## 참고 자료
- 진주 응석사 목조석가여래삼불좌상 - 국가유산청 국가유산포털